# フリードラント・ナド・オストラヴィチー - オストラヴィツェ線
フリードラント・ナド・オストラヴィチー - オストラヴィツェ線（チェコ語;Železniční trať Frýdlant nad Ostravicí – Ostravice）は、チェコ国鉄の鉄道線の名称である。路線番号は324。
1908年、フリードラント・ビーラー鉄道によって開業した。かつてはオストラヴィツェから先、ビーラーまで路線が伸びていたが、オストラヴィツェ以南は廃止されている。

## 運行形態
1時間に1本の運行。大部分は線内のみの区間運転であるが、一日1.5往復のみ、323号線のフリーデク・ミーステクまで乗り入れる便がある。また、多くの便が、フリードラントで323号線のオストラヴァ方面・フレンシタート方面と接続する。

## 駅一覧
以下では、チェコ国鉄324号線の駅と営業キロ、停車列車、接続路線などを一覧表で示す。
- ■印：全列車停車
- ●印：大部分停車、一部通過

| 路線名 | 駅名                                                         | 駅間営業キロ | 累計営業キロ | Os | 接続路線 | 所在地                 | 所在地                   |
| ------ | ------------------------------------------------------------ | ------------ | ------------ | -- | -------- | ---------------------- | ------------------------ |
| 324    | フリードラント・ナド・オストラヴィチー駅                     | -            | -0.3         | ■  | 323号線  | モラヴィア・スレスコ州 | フリーデク＝ミーステク郡 |
| 324    | フリードラント・ナド・オストラヴィチー停留所                 | 0.4          | 0.1          | ●  |          | モラヴィア・スレスコ州 | フリーデク＝ミーステク郡 |
| 324    | フリードラント・ナド・オストラヴィチー・ノヴァー・ヂェヂナ駅 | 1.7          | 1.8          | ■  |          | モラヴィア・スレスコ州 | フリーデク＝ミーステク郡 |
| 324    | オストラヴィツェ停留所                                       | 2.6          | 4.4          | ■  |          | モラヴィア・スレスコ州 | フリーデク＝ミーステク郡 |
| 324    | オストラヴィツェ駅                                           | 1.8          | 6.2          | ■  |          | モラヴィア・スレスコ州 | フリーデク＝ミーステク郡 |